# Werner Unterdörfel
Werner Unterdörfel (* 1950 oder 1951; † 7. Oktober 2010) war ein deutscher Eisschnelllauf-Trainer.
Der verheiratete Vater einer Tochter und eines Sohnes nahm 1974 seine Trainertätigkeit beim TSC Berlin auf und war insgesamt 32 Jahre als Trainer tätig. Der spätere DDR-Eisschnelllauftrainer führte bei den Olympischen Winterspielen 1984 in Sarajevo René Schöfisch zum Gewinn zweier Bronzemedaillen über die 5000- sowie die 10.000-Meter-Distanz. Mit dem Silbermedaillengewinn Andreas Ehrigs bei der Mehrkampf-Weltmeisterschaft 1984 wurde seine Trainertätigkeit durch einen weiteren von ihm trainierten Sportler von Erfolg gekrönt. Anfang der 1990er Jahre führte er Michael Spielmann und Peter Adeberg zu internationalen Erfolgen, bevor er seitens der DESG ab 1993 keine Anstellung mehr als Trainer erhielt. Noch bis ins Jahr 2006 führte er seine Arbeit ehrenamtlich fort und brachte u. a. Samuel Schwarz in die Spitze des deutschen Eisschnelllaufs. Sein Sohn André setzte sein Erbe als Trainer fort und betreut seit 2010 u. a. auch Samuel Schwarz.
Unterdörfel starb am 7. Oktober 2010 im Alter von 59 Jahren an einem Herzinfarkt.